# Day of the Dead 2: Contagium
Day of the Dead 2: Contagium (Brasil: Dia dos Mortos 2: O Contagio ) é um filme de terror produzido nos Estados Unidos, dirigido por Clavell e James Dudelso, lançado em 2005.